# Corpo de Bombeiros Militar do Estado de Mato Grosso do Sul
O Corpo de Bombeiros Militar do Estado de Mato Grosso do Sul (CBMMS) é uma Corporação cuja missão primordial consiste na execução de atividades de defesa civil, prevenção e combate a incêndios, buscas, salvamentos e socorros públicos no âmbito do estado do Mato Grosso do Sul.
Ele é Força Auxiliar e Reserva do Exército Brasileiro, e integra o Sistema de Segurança Pública e Defesa Social do Brasil. Seus integrantes são denominados Militares dos Estados pela Constituição Federal de 1988, assim como os membros da Polícia Militar do Estado do Mato Grosso do Sul.

## Histórico
A CRIAÇÃO DO CORPO DE BOMBEIROS NO ESTADO DE MATO GROSSO DO SUL
CRIAÇÃO:
A origem do CBMMS (Corpo de Bombeiros Militar de Mato Grosso do Sul) é a mesma da do CBMMT (Corpo de Bombeiros Militar de Mato Grosso); pois ambos formavam um mesmo Estado até 1977, foi criado dentro da Polícia Militar na importante data de 19 de Agosto de 1964 por força da Lei nº 2184 (Diário Oficial de 25 Agosto 1964) no governo do Dr. Fernando Corrêa da Costa, quando era o Comandante da PM, o Sr. Coronel Luiz de Carvalho. Destinava-se ao “serviço de extinção de incêndio e salvamento”.
A Lei Nº 2.184, de 19 de agosto de 1.964, publicada no Diário Oficial Nº 14.533, do Estado de Mato Grosso, datado de 25 de agosto de 1.964, cria na Polícia Militar do Estado de Mato Grosso, o Corpo de Bombeiros, destinado inicialmente ao serviço de extinção de incêndio e salvamento.
A lei nº 2421, de 8 de Setembro de 1965, dispunha sobre a constituição do efetivo do Corpo de Bombeiros e dava outras providências. Nesta data estava formada a Companhia Independente de Bombeiros. Logo depois, no dia 13 de Outubro do mesmo ano, foram aprovados os quadros de efetivos e da Organização pormenorizada da Companhia Independente do Corpo de Bombeiros da PMMT.
Somente em Fevereiro de 1967, passou a funcionar operacionalmente a Companhia Independente do Corpo de Bombeiros da PMMT com o quadro efetivo de 42 homens e tendo como comandante o então 2º Ten PM Amilton Sá Corrêa, que voltara do curso de Especialização de Bombeiros no Corpo de Bombeiros da Polícia Militar de São Paulo, curso este que funcionou no período de 23 de fevereiro a 6 de Julho de 1966.
Isto porque a sociedade reclamava a proteção e a atuação operacional dos valorosos SOLDADOS DO FOGO.
A DESVINCULAÇÃO DO CORPO DE BOMBEIROS, DA POLÍCIA MILITAR DE MATO GROSSO DO SUL
DESVINCULAÇÃO:
Os Bombeiros de Mato Grosso do Sul, inicialmente eram subordinados à Polícia Militar de Mato Grosso, desde a ativação do Núcleo de Formação de Bombeiros em 25 de Setembro de 1970 até a instalação do Estado de Mato Grosso do Sul, no dia 1º de janeiro de 1979. Em 5 de outubro de 1989, data da promulgação da última Carta Magna do Estado de Mato Grosso do Sul, o Corpo de Bombeiros Militar de Mato Grosso do Sul passou a ser Corporação independente, não mais subordinado à Polícia Militar de Mato Grosso do Sul.
A TRAJETÓRIA DO CORPO DE BOMBEIROS NO MATO GROSSO DO SUL
TRAJETÓRIA:
Em 13 de janeiro de 1.970, o Comandante Geral da PMMT, determinou o deslocamento do aspirante a oficial PM José Reis Pouso Salas, de Cuiabá a Campo Grande, com a finalidade de, junto ao 2º Batalhão da Polícia Militar, iniciar os trabalhos de seleção dos futuros integrantes do Corpo de Bombeiros Militar.
Em 10 de agosto de 1.970, o Comandante Geral do PMMT, determinou que o 2º Ten PM José Reis Pouso Salas, juntamente com uma equipe composta pelos seguintes Soldados: Floriano Alcebíades Brandão, Jairo Mendonça de Souza, Edison de Carvalho, José Pereira Barros, Wanderlei de Oliveira, Pedro Cantarim, Edmilson de Oliveira e Amaury Francisco Sobrinho, deslocassem até a cidade de São Paulo com a finalidade de tomar conhecimento de operações de bombeiros, bem como receber viaturas recém adquiridas.
A equipe regressou em 19 de agosto 1.970, trazendo as 4 (quatro) primeiras viaturas que iriam servir inicialmente ao “Núcleo de Formação do Corpo de Bombeiros”. Uma pick-up F100 para salvamento (Auto Bomba Salvamento) e 3 (três) caminhões Ford Perkins F600 (Auto Tanque) com capacidade de 12.000 litros cada.
Em 7 de setembro de 1.970, o Corpo de Bombeiros participou do primeiro desfile cívico-militar em Campo Grande, utilizando viaturas.
Foi criada inicialmente uma Companhia Independente de Bombeiros (CIB) com sede em Cuiabá, capital do Estado de Mato Grosso e Destacamentos de Bombeiros nas cidades de Campo Grande e Corumbá.
Através da Lei Nº 3.539, de 19 de junho de 1.974, cria no Corpo de Bombeiros da Polícia Militar do Estado de Mato Grosso, o Comando com seu Estado-Maior e os Pelotões passam a denominar-se Grupamento de Incêndio.
No dia 25 de setembro de 1.970, foi então ativado o 2º Destacamento da Companhia Independente de Bombeiros, na Avenida Costa e Silva, denominado ‘Núcleo de Formação de Bombeiros’ com o efetivo de 33 (trinta e três) homens sendo dois aspirantes a oficiais, 1 (um) sargento, 1 (um) cabo e 29 (vinte e nove) soldados.
O Núcleo possuía 04 veículos: 01 Pick-Up, para salvamento e 03 caminhões tanques com capacidade de 12.000 litros cada um, tendo como Comandante o Asp. a Of. José Reis Pouso Salas.
Conforme publicação do Boletim Interno nº 045, de 08.03.71, página 183, do 2º BPM, o Exmº Sr. Governador do Estado de Mato Grosso, inaugurou no dia 06.03.71, o Quartel do Corpo de Bombeiros, que inicialmente foi denominado “Núcleo de Formação de Bombeiros, depois para 2º Destacamento do Corpo de Bombeiros, em 01 Abr 75, veio a denominar-se 2º GI (2º Grupamento de Incêndio), em janeiro de 1979, com a criação do Estado de Mato Grosso do Sul. Com a aprovação do Decreto nº 7.982, de 26 de outubro de 1994, passou a denominar-se 1º GB (1º Grupamento de de Bombeiros)
Em Mato Grosso do Sul o Corpo de Bombeiros Militar, iniciou suas atividades em 25 de setembro de 1.970, nas instalações da Av. Costa e Silva, nº 901, na Vila Progresso, com a instalação do 2º GI (2º Grupamento de Incêndio) que na época contava apenas com apenas 33 bombeiros 01 pick-up, para salvamento e 03 caminhões tanques para atender toda a Capital.
Em 10 de agosto de 1970, o Comandante-Geral do Policia Militar de Mato Grosso, determinou que uma equipe se deslocasse até a cidade de São Paulo com a finalidade de tomar conhecimento de operação, bem como receber as viaturas recém adquiridas. A equipe regressou em 19 de agosto de 1970, trazendo as quatro primeiras viaturas que iriam servir inicialmente ao “Núcleo de Formação do Corpo de Bombeiros”.
O interessante era que enquanto não havia telefone para receber as ocorrências, os Bombeiros ficavam sabendo através de uma emissora de rádio da cidade (Rádio Cultura), onde as pessoas telefonavam para a emissora e a mesma informava os Bombeiros no “ar” e assim a guarnição se deslocava para a ocorrência.
As primeiras ocorrências atendidas foram um afogamento em 4 de outubro de 1970, no Lago do Amor; um incêndio em residência na Rua Aeroporto s/nº, no dia 3 de novembro de 1970; e um incêndio que vitimou duas crianças, uma de 4 anos e outra de 5, próximo a Rua da Paz no dia 15 de agosto de 1971.
Mais tarde o quartel do 1º Grupamento de Incêndio (unidade existente na época) passou a atender pelo telefone, 4-7777.
Com a inauguração oficial do quartel na Avenida Costa e Silva, no dia 6 de março de 1.971, pelo Exmº Sr. Governador do Estado de Mato Grosso uno, Eng.º Dr. Pedro Pedrossian, o Núcleo de Formação do Corpo de Bombeiros passou a denominar-se 2º Pelotão da Companhia Independente de Bombeiros, e em 1º de abril de 1.975, passou à denominação de 2º Subgrupamento de Bombeiros.
As primeiras ocorrências atendidas em Campo Grande foram: dia 4 de outubro de 1.970, um afogamento no Lago da Cotrasa (atual Lago do Amor). A guarnição era formada por 1 (um) oficial e 3 (três) soldados, que saiu às 16h20 e retornou às 17h00, utilizando gadanho e cordas. A vítima foi Irineu Mendes Vasconcelos, que tinha apenas 10 (dez) anos.
Dia 19 de outubro de 1.970, um desabamento em residência na Rua Maracaju, 1.225 que acionou 1 (um) oficial, 1 (um) sargento e 8 (oito) soldados, das 17h30 às 20h30. Eles utilizaram a viatura Auto Tanque, pás, picaretas e alavancas. Dia 3 de novembro de 1.970 um incêndio em residência na Rua Aeroporto s/nº, mobilizou 1 (um) oficial e 10 (dez) soldados, das 10h00 às 11h20. Durante o trabalho eles utilizaram 5 (cinco) mangueiras, 2 (dois) esguichos e enxadas.
A primeira captura de animal ocorreu dia 13 de novembro de 1.970. Um tamanduá bandeira apareceu à Rua Paraná, 445. O jornal Diário da Serra solicitou o auxílio dos bombeiros e uma guarnição formada por 1 (um) sargento, 1 (um) cabo e 1 (um) soldado foi até o local ficando lá das 09h10 às 11h15. Apenas uma corda foi utilizada na captura.
O primeiro acidente automobilístico ocorreu em 2 de janeiro de 1971, próximo ao Cemitério Santo Antônio, por volta da meia noite.
O primeiro acidente automobilístico ocorreu apenas dia 2 de janeiro de 1.971, às 00h55, próximo ao Cemitério Santo Antônio. Um cabo e 5 (cinco) soldados foram atender as vítimas, Ari de Almeida, Delomécio de Castro e Delsete Fernandes.
O primeiro incêndio com vítimas ocorreu meses depois, dia 15 de agosto de 1.971, próximo à Rua da Paz. Aconteceu por volta das 12h47 e teve duas vítimas, Fábio Souza Junot e Lucas Souza Junot, de 4 (quatro) e 5 (cinco) anos, respectivamente.
Em 16 de Abril de 1973 (Lei n. º 3322), foi criado o Comando do Corpo de Bombeiros Militar, que inicialmente foi criada uma Companhia Independente de Bombeiros com sede em Cuiabá, então capital do Estado de Mato Grosso uno, e mais dois destacamentos situados nos municípios de Campo Grande e Corumbá.
Para dar um pouco de autonomia à instituição, em junho de 1.974, o governo Estadual cria no Corpo de Bombeiros Militar o Comando e seu Estado Maior.
Em fevereiro de 1.976 a PMMT enviou para cursar o Curso de Formação de Oficial, no Corpo de Bombeiros do Estado do Rio de Janeiro, Sidiney Barbosa e Ociel Ortiz Elias. Já em 16 de fevereiro do ano de 1.979, a PMMS, mandava freqüentar o Curso de Formação de Oficial, no Corpo de Bombeiros do Distrito Federal, Freud Jacques Teixeira, Carlos José Roledo, Valmir Pereira Oliveira, Wagner Vilasanti e Marcos Sandoval Leonardo.
Estes oficiais constituíram-se nos primeiros oficiais com formação integral em Academia de Bombeiros. Antes disso, os oficiais que serviam no Corpo de Bombeiros eram formados em academias da Polícia Militar de outros Estados e praticamente não tinham conhecimento específico das atividades de Bombeiros, sendo nomeados para o comando ou funções em quartéis do Corpo de Bombeiros, momento em que adquiriam o conhecimento necessário ao trabalho.
Em outubro de 1.977, ocorre a criação do Estado de Mato Grosso do Sul, que se divide do então uno Mato Grosso. Em janeiro de 1.979, ocorre a instalação do recém criado Estado de Mato Grosso do Sul, até este momento o Corpo de Bombeiros Militar de Mato Grosso do Sul ainda estava subordinado à Polícia Militar, pois só com a promulgação da última Constituição Estadual, Carta Magna do Estado, em 5 de outubro de 1.989, ocorre a desvinculação das duas instituições.
Campo Grande foi cenário de acidentes que abalaram a cidade, como um que ocorreu numa via férrea que cruzava a cidade, onde um vagão soltou-se do trem de cargas desceu ferindo e matando vários passageiros de um ônibus coletivo que cruzava os trilhos naquele momento, na altura da Av Costa e Silva, tal foi o ímpeto do choque, que não deteve a condução que prosseguiu causando mais acidentes enquanto seguia em direção ao centro de Campo Grande, até parar quilômetros adiante.
Hoje é o atual 1º GBM (1º Grupamento de Bombeiros Militar) e possui dois Subgrupamentos, o 1º SGBM (1º Sub Grupamento de Bombeiros Militar) e o 2º SGBM (2º Sub Grupamento de Bombeiros Militar) responsáveis pelo atendimento da área sul da cidade de Campo Grande e são responsáveis ainda, pelo atendimento nas regiões dos municípios de Terenos e Nova Alvorada do Sul, com 05(cinco) unidades na capital: Costa e Silva, Guanandi, Moreninha, Tijuca ,  Aeroporto.
A estruturação do Corpo de Bombeiros Militar expandiu-se para o interior do Estado de Mato Grosso do Sul, primeiramente no dia 28 de novembro de 1.976 foi criado o 1º SGI (1º Subgrupamento de Incêndio) no município de Dourados, subordinado ao 2º GI (2º Grupamento de Incêndio) de Campo Grande. Com a divisão do Estado de Mato Grosso a unidade passou a ser denominada 2º SGI (2º Subgrupamento de Incêndio) até a data de 26 de outubro de 1.994, quando foi aprovado o Decreto 7.982, e ele passou a ser chamado de 2º GB (2º Grupamento de Bombeiros), hoje é o atual 2º GBM (2º Grupamento de Bombeiros Militar) é responsável pelo atendimento nas regiões dos municípios de Dourados, Caarapó, Itaporã e Douradina.
Na cidade de Corumbá em 30 de dezembro de 1.978 foi criado o 2º SGI (2º Subgrupamento de Incêndio) que posteriormente, após a divisão do Estado, passou a ser denominado de 4º SGI (4º Subgrupamento de Incêndio), hoje atual 3º GBM (3º Grupamento de Bombeiros Militar).
Em 23 de dezembro de 1.982 foi a vez da criação da 2ª Seção de Combate a Incêndio de Ponta Porã, subordinado a unidade de Dourados, vindo posteriormente a ser transformado no 3º SGI (3º Subgrupamento de Incêndio) hoje atual 4º GBM (4º Grupamento de Bombeiros Militar) responsável pelo atendimento nas regiões dos municípios de Ponta Porã, Antonio João, Laguna Carapã, Aral Moreira, Amambaí e Coronel Sapucaia.
Em 19 de abril de 1985 foi criado o 5º GB (5º Grupamento de Bombeiros) de Três Lagoas, hoje atual o 5º GBM (5º Grupamento de Bombeiro Militar)  responsável pelo atendimento nas regiões dos municípios de, Santa Rita do Pardo, Brasilândia e Água Clara.
Na cidade de Fátima do Sul, foi instalada a 2ª Seção de Combate a Incêndio no dia 8 de julho de 1.988, subordinada ao então 2º Subgrupamento de Incêndio, hoje atual 10º SGBM/Ind (10º Sub Grupamento de Bombeiros Militar Independente)  responsável pelo atendimento nas regiões dos municípios de Fátima do Sul, Glória de Dourados, Vicentina e Jateí.
Em 17 de agosto de 1.996, foi inaugurado na cidade de Jardim, o 8º Subgrupamento de Bombeiros, hoje é o atual 2º SGBM/Ind (2º Subgrupamento de Bombeiros Militar Independente) responsável pelo atendimento nas regiões dos municípios de Jardim, Guia Lopes da Laguna, Nioaque, Bonito e Bela Vista.
Na cidade de Aquidauana em 15 de outubro de 1.996 foi inaugurado o 7º Subgrupamento de Bombeiros, hoje atual 1º SGBM/Ind (1º Subgrupamento de Bombeiros Militar Independente) responsável pelo atendimento nas regiões dos municípios de Aquidauana, Anastácio, Miranda, Bodoquena e Dois Irmãos do Buriti.
Na cidade de Ivinhema, em 5 de junho de 1.998 foi inaugurado o 2º Subgrupamento de Bombeiros subordinado ao 2º Grupamento de Bombeiros de Dourados, hoje é o atual  11º SGBM/Ind (11º Subgrupamento de Bombeiros Militar Independente)  responsável pelo atendimento nas regiões dos municípios de Ivinhema, Deodápolis, Angélica e Novo Horizonte do Sul.
Na cidade de Campo Grande, também foi criada em 23 de abril de 2.001 a Banda de Música do Corpo de Bombeiros Militar do Estado, que iniciou suas atividades com um grupo de Bombeiros músicos que realizoram estágio na Banda de Música da Base Aérea de Campo Grande, ficando esses militares recebendo conhecimentos de teoria musical, prática instrumental e aprimoramento técnico na área.
Com a formação dos músicos, a Banda realizou sua primeira apresentação oficial no dia 2 de julho de 2.001, quando da comemoração do Dia Nacional dos Bombeiros, tendo como Regente na época o 3º Sgt BM Reinaldo Antônio Almeida da Silva, hoje 2º Ten QOEBM músico.
A Banda tem por finalidade representar a Corporação em eventos e motivar a vibração da Tropa por ocasião de desfiles cívico-militares em datas magnas do nosso Estado e da nação brasileira, realizar formaturas e proporcionar momentos de descontração e lazer para os bombeiros e seus familiares em todo o Estado.
A Banda dos Bombeiros, como já é carinhosamente chamada pela população, realiza concertos em teatros, shoppings e apresentações em praças públicas.
Na cidade de Mundo Novo, em 20 de junho de 2002 foi criado a 2ª SB ( 2ª Seção de Bombeiros), hoje atual 12º SGBM/Ind (12º Subgrupamento de Bombeiros Militar Independente) responsável pelo atendimento nas regiões dos municípios de Mundo Novo, Eldorado, Iguatemi, Japorã, Tacuru, Sete Quedas e Paranhos.
Na cidade de Paranaíba, em 20 de novembro de 2002 foi criado o 4º SGB (4º Subgrupamento de Bombeiros) hoje  atual 4º SGBM/Ind (Subgrupamento de Bombeiros Militar Independente) responsável pelo atendimento nas regiões dos municípios de Paranaíba, Inocência e Cassilândia.
Na cidade de Anastácio, em 18 de dezembro de 2002 foi criado  o 2ª SB/1º SGB (2ª Seção de Bombeiros do 1º Subgrupamento de Bombeiros) hoje atual 2ª SBM/1º SGBM/Ind (2ª Seção de BombeirosMilitar do 1º Subgrupamento de Bombeiros Militar Independente, responsável pelo atendimento nas região do município de Anastácio.
Na cidade de Nova Andradina, em 21 de dezembro de 2002 foi criado o 3º SGB (3º Sub Grupamento de Bombeiros Militar) hoje atual 3º SGBM/Ind (3º Sub Grupamento de Bombeiros Militar Independente) responsável pelo atendimento nas regiões dos municípios de Nova Andradina, Bataiporã, Anaurilândia e Taquarussu, na época atendia também o município de Bataguassu.
Na cidade de Coxim, em 31 de maio de 2003 foi criado o 5º SGB (5º Subgrupamento de Bombeiros) hoje atual 5º SGBM/Ind (Subgrupamento de Bombeiros Militar Independente) responsável pelo atendimento nas regiões dos municípios de Coxim, Sonora, Pedro Gomes e Rio Verde de Mato Grosso.
Na cidade de Naviraí, em 29 de agosto de 2003 foi criado o 6º SGB (6º Subgrupamento de Bombeiros) hoje éatual 6º SGBM/Ind (6º Subgrupamento de Bombeiros Militar Independente) responsável pelo atendimento nas regiões dos municípios de Naviraí, Juti e Itaquiraí.
Na cidade de Maracajú, em 9 de outubro de 2003, foi criado o 3º SGB (3º Subgrupamento de Bombeiros) hoje atual 13º SGBM/Ind (13º Subgrupamento de Bombeiros Militar Independente) responsável pelo atendimento na região dos municípios de Maracajú e Rio Brilhante.
Na cidade de Campo Grande, em 14 de abril de 2004 foi criado o 6ºGB (6º Grupamento de Bombeiros) hoje atual 6ºGBM (6º Grupamento de Bombeiros Militar) que está localizado a Avenida dos Poetas s/n, no Parque dos Poderes em Campo Grande,  com 03(três) unidades: Parque dos Poderes, Coronel Antonino e Central, possui dois Subgrupamentos o 1º SGBM (1º Sub Grupamento de Bombeiros Militar) e o 2º SGBM (2º Sub Grupamento de Bombeiros Militar)  responsáveis pelo atendimento da área norte da cidade, e ainda pelo atendimento nas regiões dos municípios de Ribas do Rio Pardo, Jaraguari, Rochedo, Bandeirantes, Camapuã, Corguinho, Rio Negro e São Gabriel do Oeste.
Na cidade de Porto Murtinho, em 24 de fevereiro de 2004 foi criado a 2ª SB (2ª Seção de Bombeiros), hoje atual 14º SGBM/Ind (14º Sub Grupamento de Bombeiros Militar Independente) responsável pelo atendimento nas regiões dos municípios de Porto Murtinho e Caracol.
Na cidade de Chapadão do Sul, em 10 de fevereiro de 2006 foi criado o 7º SGB (7º Subgrupamento de Bombeiros Militar) hoje atual 7º SGBM/Ind (7º Subgrupamento de Bombeiros Militar Independente) é responsável pelo atendimento nas regiões dos municípios de Chapadão do Sul, Costa Rica e Alcinópolis).
Na cidade de Aparecida do Taboado em 28 de outubro de 2006 foi Criada a 2ª SB (2ª Seção de Bombeiros) hoje atual  15º SGBM/Ind (15º Sub Grupamento de Bombeiros Militar Independente) é responsável pelo atendimento nas regiões dos municípios de Aparecida do Taboado e Selvíria.
Na cidade de Amambai, em 20 de dezembro de 2006 foi instalado o quartel do 3º SB (Subgrupamento de Bombeiros), subordinado ao 4° GB (4° Grupamento de Bombeiros) de Ponta Porã, hoje atual 16º SGBM/Ind (16º Subgrupamento de Bombeiros Militar Independente) responsável pelo atendimento nas regiões dos municípios de Amambaí, Aral Moreira, Coronel Sapucaia, Tacuru, Sete Quedas e Paranhos.
Na cidade de Bataguassu em 17 de setembro de 2009 foi Criado a 4ª SB/3ºSGB (4ª Seção de Bombeiros do 3º Sub Grupamento de Bombeiros), hoje atual 17º SGBM/Ind (17º Sub Grupamento de Bombeiros Militar Independente) responsável pelo atendimento além de Bataguassu das regiões dos municípios de Santa Rita do Pardo e Anaurilândia.
Na cidade de Caarapó em 27 de outubro de 2011 foi Criado o 9º SGB, hoje atual 9º SGBM/Ind (Sub Grupamento de Bombeiros Militar Independente) é responsável pelo atendimento nas regiões dos municípios de Caarapó, Laguna Carapã e Juti.
Na cidade de Costa Rica, em 29 de novembro de 2014 foi criado o 19º SGBM/Ind (19º Sub Grupamento de Bombeiros Militar Independente) responsável pelo atendimento nas regiões dos municípios de Alcinópolis, Paraíso das Águas e Camapuã.
Na cidade de Sidrolândia, em 1 de setembro de 2015 foi criado o 18º SGBM/Ind (18º Sub Grupamento de Bombeiros Militar Independente) responsável pelo atendimento nas regiões dos municípios Dois Irmãos do Buriti, além dos distritos vizinhos como os de Capão Seco, Quebra Coco e Palmeiras.
CORPO FEMININO
A primeira turma de soldados femininos do Corpo de Bombeiros Militar do Estado de Mato Grosso do Sul ingressou nas fileiras da instituição em 13 de setembro de 2.004, ao se apresentar no Centro de Formação e Aperfeiçoamento de Praças da corporação, na posição de Alunas a soldado. Anteriormente o Corpo Feminino era composto apenas por 2 (duas) Oficiais que ingressaram em 1 de julho de 1.999 e foram declaradas Aspirantes a Oficial em julho de 2.002 e outras 2 (duas) cadetes que ingressaram na academia em Brasília em 23 julho de 2003 onde foram declaradas Aspirantes a Oficial em 23 de julho de 2006.
Durante o Curso de Formação as mulheres foram submetidas aos mesmos treinamentos que os homens, superando as dificuldades e demonstrando a capacidade necessária para desempenhar a atividade inerente ao serviço Bombeiro Militar, tais como: atividades administrativas, comandante de unidades Operacionais, condutoras de viaturas de resgate, de Busca e Salvamento e de Combate a Incêndios.
Atualmente, o corpo feminino é formado por 121 (cento e vinte uma) bombeiras, sendo 06 (seis) oficiais, 07 (sete) alunas a oficial e 108 (cento e oito) do quadro de praças.
Ao longo dos anos, o Corpo de Bombeiros Militar de Mato Grosso do Sul adquiriu ciência e desenvolvimento em tecnologias, iguais as existentes em qualquer grande centro, e promoveu a segurança da comunidade sul-mato-grossense com credibilidade, sendo uma das mais respeitadas instituições, hoje presente no Estado com 29 Unidades Operacionais, com mais de 89.000 atendimentos por ano.
Anualmente, o CBMMS tem aproveitado da semana que antecede o Dia do Bombeiro Nacional, a Semana Nacional de Prevenção Contra Incêndio e Pânico, e desenvolvido atividades que vão de encontro às demandas da sociedade procurando sensibilizá-la quanto à importância da prevenção aos riscos de envolvimento em incêndios e acidentes, cujo cotidiano revela a suscetibilidade de qualquer cidadão.
Atualmente a Corporação conta com um efetivo total de bombeiros no Estado que estão na ativa é de 133 Oficiais, 1.428 Praças e 15 convocados.
COMANDANTES GERAIS DO CBMMS
TC QOBM Jari Soares de Andréa Cordeiro – de 6 de dezembro de 1.989 a 7 de março de 1.990.
Cel QOBM José Reis Pouso Salas – de 7 de março de 1.990 a 1º de janeiro de 1.995.
Cel QOBM Ociel Ortiz Elias – 1º de janeiro de 1.995 a 1º de janeiro de 1.999.
Cel QOBM Nilton da Silva Macedo– 1º de janeiro de 1.999 a 16 de janeiro de 2.001.
Cel QOBM João Alves Calixto – 17 de janeiro de 2.001 a 28 de abril de 2.004.
Cel QOBM Freud Jacques Teixeira – 28 de abril de 2.004 a 5 de julho de 2.006.
Cel QOBM Arquimedes Leite de Andrade Sobrinho – 5 de julho de 2.006 a 19 de abril de 2.007.
Cel QOBM Ociel Ortiz Elias – 19 de abril de 2.007 a 8 de janeiro de 2015.
Cel QOBM Esli Ricardo de Lima – 08 janeiro de 2015 a 16 de janeiro de 2018.
Cel QOBM Joilson Alves do Amaral — 16 de janeiro de 2018 até 1º de março de 2021.
Cel QOBM Hugo Djan Leite — 1º de março de 2021 até 20 de janeiro.
Cel QOBM Frederico Reis Pouso Salas — 20 de janeiro de 2023 até hoje.

## Estrutura operacional
ÓRGÃOS DE EXECUÇÃO 

Grupamentos de Bombeiros Militar (GBM)
- 1º GBM - Campo Grande - Área Sul;
- 2º GBM - Dourados
- 3º GBM - Corumbá;
- 4º GBM - Ponta Porã;
- 5º GBM - Três Lagoas;
- 6º GBM - Campo Grande - Área Norte.

Subgrupamentos de Bombeiros militar
- 1º SGBM - Aquidauana;
- 2º SGBM - Jardim;
- 3º SGBM - Nova Andradina;
- 4º SGBM - Paranaíba;
- 5º SGBM - Coxim;
- 6º SGBM - Naviraí;
- 7º SGBM - Chapadão do Sul;
- 8° SGBM - Aeródromo (Bonito)
- 9º SGBM - Caarapó;
- 10º SGBM - Fátima do Sul;
- 11º SGBM - Ivinhema;
- 12º SGBM - Mundo Novo;
- 13º SGBM - Maracaju;
- 14º SGBM - Porto Murtinho;
- 15º SGBM - Aparecida do Taboado;
- 16º SGBM - Amambai;
- 17º SGBM - Bataguassu;
- 18º SGBM - Sidrolândia;
- 19º SGBM - Costa Rica.
- 20º SGBM - Rio Brilhante.
- 21º SGBM - Nova Alvorada do Sul.
- 22º SGBM - São Gabriel do Oeste.
- 23º SGBM - Santa Rita do Pardo.
- 24º SGBM - Ribas do Rio Pardo.
- 25º SGBM - Bela Vista.